# Emmelichthys
Emmelichthys – rodzaj ryb z rodziny kraśniakowatych (Emmelichthyidae).

## Klasyfikacja
Gatunki zaliczane do tego rodzaju:
- Emmelichthys elongatus
- Emmelichthys karnellai
- Emmelichthys nitidus
- Emmelichthys ruber
- Emmelichthys struhsakeri